# Stojan Delčev
Stojan Delčev (in bulgaro Стоян Делчев?; Plovdiv, 17 ottobre 1950) è un ex ginnasta bulgaro.
Ha vinto due medaglie olimpiche nella ginnastica artistica, entrambe alle Olimpiadi 1980 svoltesi a Mosca, in particolare ha vinto una medaglia d'oro nella sbarra e una medaglia di bronzo nel concorso individuale.
Inoltre ha ottenuto due medaglie di bronzo ai campionati mondiali di ginnastica artistica entrambe nel 1978 ma in due diverse categorie, ossia cavallo con maniglie e sbarra.